# 정통민주당
정통민주당(正統民主黨, Real Democratic Party)은 2012년에 민주통합당이 제19대 국회의원 선거를 앞두고 실시한 공천에서 탈락 후 반발한 한광옥 등을 비롯한 구 민주계(동교동계)가 세운 구 정통민주당과 장기표의 녹색통일당이 통합하여 만든 정당이다. 또한 제3신당과 합당이 추진되어 3월 16일 합당을 선언하고 3월 20일 합당을 신고하여 통합되었다.
2012년 4월 11일에 실시된 대한민국 제19대 국회의원 선거에서는 지역구 후보 31명, 비례대표 후보 7명이 출마했으나 지역구 후보 전원이 낙선했고 비례대표 정당 득표율 0.22%를 기록하며 국회 입성에 실패했다. 이에 따라 중앙선거관리위원회는 2012년 4월 12일에 정통민주당의 정당 등록을 취소했다. 하지만 수도권 내에서 경합 지역으로 분류된 서울 은평구 을·서대문구 을, 경기 의정부시 을·평택시 을·안산시 단원구 갑·광주시 선거구에서 야권 진영의 표를 갈라먹으며 당시 집권 여당이었던 새누리당 후보들의 당선에 결정적인 역할을 했다. 해산된 이후에 한광옥을 비롯한 대부분의 인사들이 새누리당에 합류하였다.

## 역사
- 2012년 3월 12일 : 창당
- 2012년 3월 16일 : 제3신당과 합당
- 2012년 4월 12일 : 정당 등록 취소

## 역대 선거 현황

### 국회의원 선거
|  | 0% |

|  | 0.22% |

|  | 0% |